# Anatol
Anatol, Anatoliusz (gr. ἀνατολικός – pochodzący ze Wschodu; analogiczne pochodzenie ma nazwa Anatolii, krainy w Azji Mniejszej) – męskie imię pochodzenia greckiego.
Żeńskie odpowiedniki tego imienia: Anatolia, Anatola. 
Anatol imieniny obchodzi: 20 marca, 2 maja, 3 czerwca, 3 lipca i 20 listopada.
Odpowiedniki w innych językach
- esperanto: Anatolo[1]

Osoby noszące imię Anatol
- święci
  - Anatol z Laodycei (zm. ok. 282) – ojciec Kościoła i święty katolicki (wspomnienie 3 lipca)
  - Anatol z Nicei (zm. 312) – męczennik, święty katolicki (wspomnienie 20 listopada) i święty prawosławny (wspomnienie 20 listopada/3 grudnia[2])
  - Anatol Starszy z Optiny, Aleksy Ziercałow. (1824-1894) – prawosławny święty mnich (wspomnienie 25 stycznia/7 lutego)
  - Anatol Młodszy z Optiny (1855–1922) – prawosławny święty mnich (wspomnienie 30 lipca/12 sierpnia)
- Anatole Deibler
- Anatol Fejgin – funkcjonariusz MBP
- Anatolij Fomienko – rosyjski matematyk
- Anatole France
- Anatol Gupieniec – numizmatyk
- Anatolij Kaszpirowski
- Anatol Krakowiecki
- Anatol Labiedźka
- Anatolij Ladow – rosyjski kompozytor
- Anatol Lawina – działacz Solidarności
- Anatol Lewicki
- Anatol Mirowicz
- Anatolij Moszkowski (1925–2008) — pisarz radziecki
- Anatol Nowak – polski biskup katolicki
- Anatolij Piepielajew – jeden z „białych generałów”
- Anatolij Rożdiestwienski – radziecki paleontolog
- Anatolij Rybakow – pisarz rosyjski
- Anatol Sienkiewicz
- Anatolij Sołowjow – radziecki kosmonauta
- Anatol Stern
- Anatolij Tymoszczuk
- Anatol Wachnianin

Postacie fikcyjne:
- Anatol Kowalski — bohater filmów z panem Anatolem w tytule, którego grał Tadeusz Fijewski